# نیلوفر آبی کاندیدا
 نیلوفر آبی کاندیدا(نام علمی: Nymphaea candida) نام یک گونه از سرده نیلوفر آبی است.